# 阿修罗 (佛教)

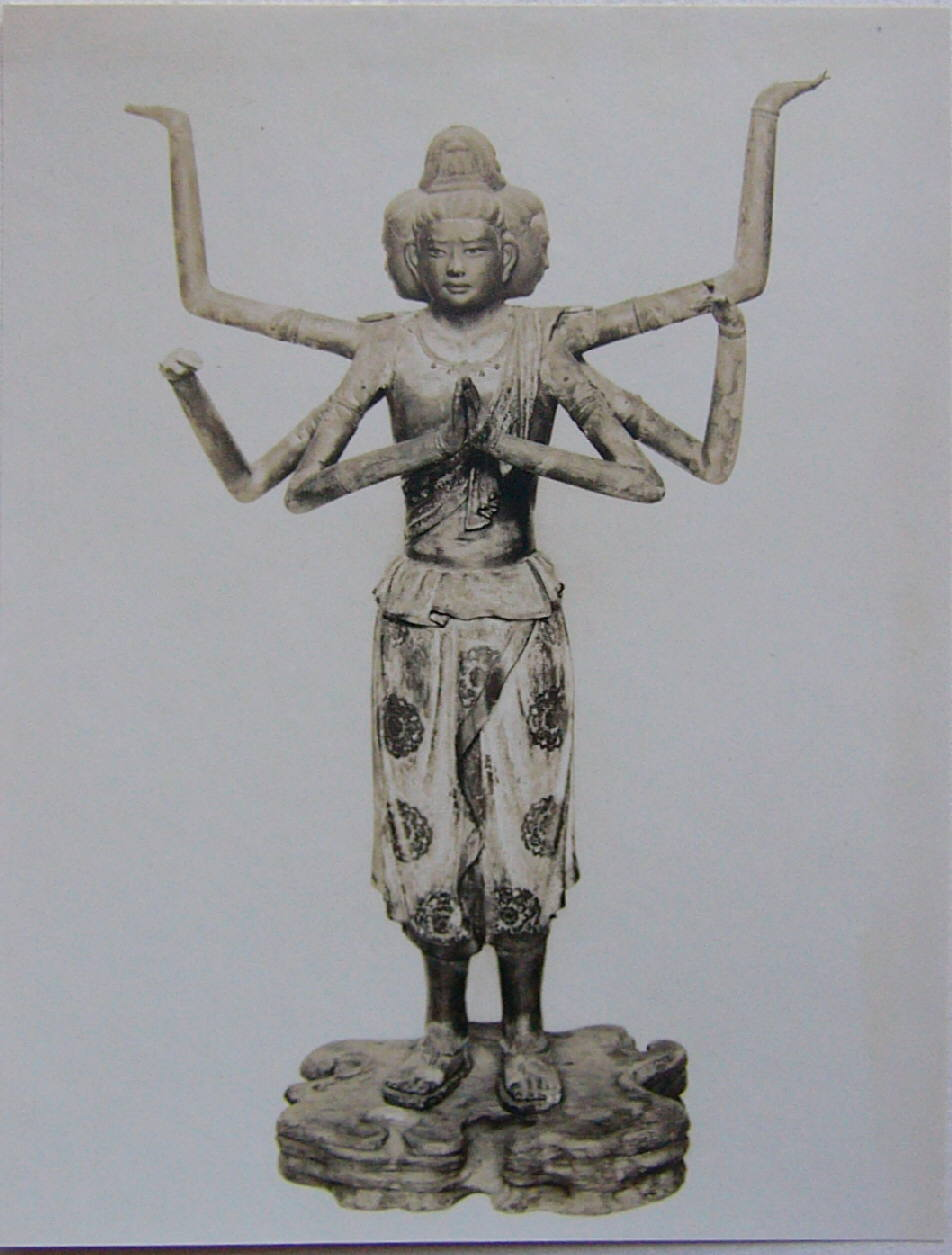
奈良興福寺中的阿修羅像

阿修羅（Asura，Asura），亦譯為阿蘇羅、阿素洛、阿須羅、阿須倫、阿須輪，簡稱修羅，有漢字詞組“修羅場”等。漢語直譯有非天、無酒、无端正等形式，屬於六道之一，是欲界的大力神，或是大力魔王，意思是福報似天，而德行與天神不同，心性暴躁。阿修羅易怒好鬥，驍勇善戰，曾多次與忉利天神惡戰，但多數的阿修羅也信奉佛法，是佛教天龍八部護法之一。佛教各派對阿修羅屬於輪迴何趣有不同意見，有認為屬於天趣，有認為屬於鬼趣，以及別立阿修羅趣等觀點。
一般所謂的阿修羅指的是與忉利天的天人鬥爭失敗，從須彌山退居至大海的非天之神。南傳上座部另外劃分出住在村裡或村落附近，以村民丟棄的食物為生，與餓鬼相似的眾生，稱為墮苦處阿修羅。

## 词源
中國傳統是将其中的“阿”（a-）字解作“非、不、无”，这和“阿弥陀佛”的“阿”字是同一个，a-有印欧语同源词英文、拉丁文an-/un-/a-。对“修罗”（-sura）词义的解释较多，有：“天”、“端正”、“酒”、“同类”等等。合起来爲“非天”、“无酒”、“无端正”。非天说阿修罗“有天神的福报却没有其德行”，“似天而非天”；“无酒”就是说“不飲酒”，传说阿修罗本用海水酿酒，因海水苦鹹，酒味不佳，阿修罗嫉妒忉利天神有美酒佳肴，一怒之下不再饮酒；无端正就是说貌醜，佛经解為，阿修罗男性相貌極陋，女性美貌有姿，常迷倒天人，故阿修罗常与忉利天联姻。
现代語言學则认为，梵語asura一詞不是由a-（非、不）词根组合而来，而是和古諾斯語的æsir（即北歐神話中的阿薩神族）及阿維斯陀語的ahura（可見於祆教善神阿胡拉·馬茲達的名字之中）一詞為同源詞，在其他印欧语同源词中有大王、王公等含义；故或爲固定拼写的单词，本就是一类神靈的名称。

## 起源
《觀佛三昧海經》六譬品第一记载，世界会一次又一次经历：成住坏空的轮回，每次新世界初成时，没有受到劫难波及的光音天人会飛行到世间，光音天人在河中洗澡时，因為身體接觸水而愉悅，精體流入水中，後落於泥中形成卵，這個卵經過八千年誕生一個女人，而這個女人在大海戲水的時候，被水精入體而懷孕，又經過了八千年，誕生一男，號為毘摩質多羅阿修羅王，其有九头、頭有千眼，口中出火，有九百九十九手八脚，体型庞大四倍於须弥山。

## 形象
在佛教中，阿修罗形象大部分源自印度教中的阿修羅，但是也有部分的特性是只有在佛經中提到的。《法華經·序品》列有四個阿修羅王，即婆稚阿修羅王、佉羅騫馱阿修羅王、毗摩質多羅阿修羅王、羅侯阿修羅王。婆稚，意為勇健，是阿修羅與帝釋天作戰的前軍統帥；佉羅騫馱，意為吼聲如雷，亦名寬肩，因其兩肩寬闊，能使海水洶湧，嘯吼如雷鳴；毗摩質多羅，意為花環，其形有九頭，每頭有千眼，九百九十手，八足，口中吐火；羅侯，意為覆障，因其能以巨手覆障日月之光。每位阿修羅王都統領千萬名阿修羅，稱為阿修羅眾，或稱阿修羅眷屬。
佛經中提到，阿修羅都好勇鬥狠，男性貌醜且嗔怒心重、女性貌美但嫉妒心重，歷史上常与天人战争，屡战屡败，曾在败後皈依三宝、并将修罗女嫁给天人，作為政治婚姻。
在南傳上座部和說一切有部中，主張五趣，南傳上座部認為與忉利天鬥爭的阿修羅是天趣，起尸阿修羅等墮苦處阿修羅是鬼趣。說一切有部的《順正理論》、《大毘婆沙論》則說阿修羅必定是鬼趣。法藏部《舍利弗阿毘曇論》和犢子部《三法度論》列出人、天、三惡道，未特別言及阿修羅。大乘佛教的《瑜伽師地論》以阿修羅為天趣。
有部派別立第六趣，大毘婆沙論和大智度論稱犢子部主張六趣，覺音《論事注》說，大眾部系的案達羅派、北道派主張六趣，正量部的《立世阿毘曇論》列出六趣。又《大智度論》本身也採用六趣說，在大乘佛教中多採用六趣（六道）。
另外，《佛地經論》謂阿修羅種類不定，或為天，或為鬼，或傍生。《楞嚴經》將阿修羅依胎、卵、濕、化四生而分四種：
1. 有修羅於鬼道以護法力成通入空，此係從卵而生，鬼趣所攝。
2. 若於天中降德貶墮，其所卜居隣於日月，此阿修羅從胎而出，人趣所攝。
3. 有阿修羅執持世界，力剛無畏，能與梵王及天帝釋四天爭權，此係因變化而有，天趣所攝。
4. 別有一分下劣阿修羅，生於大海心，沈於水穴口，此係因濕氣而有，畜生所攝。

## 業因
出生為阿修羅的業因為何？佛教諸經論多說為瞋、慢、疑三種。《佛為首迦長者說業報差別經》卷1列舉十種能令眾生得阿修羅報之業因︰
1. 身行微惡，
2. 口行微惡，
3. 意行微惡，
4. 起憍慢，
5. 起我慢，
6. 起增上慢，
7. 起大慢，
8. 起邪慢，
9. 起慢慢，
10. 迴諸善根向修羅趣。

《舍利弗所問經》説投生業因為「志强，不随善友所作净福，好逐幻伪之人，作诸邪福，傍于邪师。甚好布施。又乐观他鬥讼。故受今身。」。

## 人物
神話傳說中，帝釋天之妻舍脂，為阿修羅女。